# London Calling (песня)
| Оценки критиков | Оценки критиков |
| Источник        | Оценка          |
| --------------- | --------------- |
| AllMusic        | Без оценки      |

«London Calling» — песня британской панк-рок-группы The Clash. Вышла как сингл с двойного альбома 1979 года London Calling.
В 2004 году журнал Rolling Stone поместил песню «London Calling» в исполнении группы The Clash на 15 место своего списка «500 величайших песен всех времён».
В списке 2011 года песня также находится на 15 месте.
Кроме того, песня «London Calling» в исполнении группы Clash вместе с ещё одной их песней — «(White Man) In Hammersmith Palais» — входит в составленный Залом славы рок-н-ролла список 500 Songs That Shaped Rock and Roll.
Британский музыкальный журнал New Musical Express также включил её в свой (опубликованный в 2014 году) список «500 величайших песен всех времён», на 32 место.

## Написание песни и запись
Песня была написана Джо Страммером и Миком Джонсом. Название отсылает к позывным станции Всемирной службы BBC (This is London calling…), вещавшей во время Второй мировой войны, в том числе на оккупированные нацистами европейские страны.
Текст песни отражает беспокойство Страммера в связи с поточными событиями в мире, включая аварию на АЭС Три-Майл-Айленд, которая произошла ранее в 1979 году. Джо Страммер сказал: «Мы чувствовали, что мы летим вниз по склону или что-то тянет нас вниз, ухватив за ноги. И не было никого, кто бы мог помочь нам».
Строчка «London is drowning / And I live by the river» (Лондон тонет — а я живу у реки) произошла от волнений, связанных с Темзой, которая вышла из берегов и затопила большую часть центрального Лондона, что привело к строительству барьера на Темзе. Озабоченность Страммера по поводу полицейской жестокости проявляется в строках «We ain’t got no swing / Except for the ring of that truncheon thing» (Ничего мы и не получили / Кроме кольца с этой дубинки), поскольку в качестве стандартного оружия у городской полиции используются полицейские дубинки. Также есть ссылки на последствия случайного употребления наркотиков «We ain’t got no high / Except for that one with the yellowy eyes» (Ничего мы и не добились / Ну разве что того, с желтоватыми глазами) '.'
Дополнительно текст песни отражает отчаянное положение группы в 1979 году, борьбу с долгами, отсутствие управления и споры со звукозаписывающей компанией по поводу того, следует ли выпустить «London calling» синглом или двойным альбомом. Строки «Now don’t look to us | Phoney Beatlemania has bitten the dust» (Теперь не оглядывайтесь на нас / Вся эта псевдо-битломания повержена в прах) отражают интересы группы в связи с окончанием панк-рок «бума» 1977 года.
«London Calling» был записан в Wessex Studios, расположенной в бывшем церковном зале в Хайбери на севере Лондона. Эта студия впоследствии оказалась популярным местом для таких групп как The Sex Pistols, The Pretenders и Tom Robinson. Сингл был выпущен Гаем Стивенсом и подготовлен Биллом Прайсом.

## Чарты
| Изд. | Год  | Чарт                                     | Наив. поз. |
| ---- | ---- | ---------------------------------------- | ---------- |
| 1-е  | 1979 | Великобритания (Official Charts Company) | 11         |
| 1-е  | 1980 | Ирландия (Irish Singles Chart)           | 16         |
| 1-е  | 1980 | Новая Зеландия (Recorded Music NZ)       | 23         |
| 1-е  | 1980 | США (Billboard Hot Dance Club Play)      | 30         |
| 1-е  | 1980 | Австралия (Kent Music Report)            | 28         |
| 2-е  | 1988 | Великобритания (Official Charts Company) | 46         |
| 3-е  | 1991 | Ирландия (Irish Singles Chart)           | 18         |
| 3-е  | 1991 | Швеция (Sverigetopplistan)               | 30         |
| 3-е  | 1991 | Великобритания (Official Charts Company) | 64         |